# Trouble du contrôle des impulsions
 Mise en garde médicale
Le trouble du contrôle des impulsions est un groupe de troubles psychiatriques, répertorié dans la Classification internationale des maladies, incluant kleptomanie (vol d'objets), jeu compulsif, pyromanie (attirance envers le feu), comportements compulsifs, trichotillomanie (arrachage compulsif de ses propres poils et/ou cheveux), onychophagie (acte de se ronger les ongles) et acné excoriée. Ces troubles font souvent leur apparition entre l'âge de 7 et 15 ans. L'impulsivité est le symptôme clé de ces troubles. 
Les personnes concernées par ce trouble du contrôle des impulsions ne peuvent résister à l'envie de faire quelque chose de problématique pour elles-mêmes ou pour les autres. 
La cyberaddiction a été ajoutée en tant que forme de TCI. Elle se caractérise par une utilisation excessive et problématique d'Internet avec une augmentation du temps passé à discuter, à surfer sur le Web, à jouer, à faire des achats ou à consommer de la pornographie. Cette utilisation excessive d'Internet a été constatée dans toutes les tranches d'âge, sociales, économiques et éducatives. Initialement principalement rencontrée chez les hommes, des taux croissants sont actuellement observés chez les femmes.
Les troubles du contrôle des impulsions sont considérés comme faisant partie du spectre du trouble obsessionnel compulsif (TOC) .
Un dysfonctionnement du striatum peut s'avérer être en lien avec ce trouble. Selon cette hypothèse, l'impulsivité qui s'installe dans les derniers stades de ce TOC serait causée par un dysfonctionnement progressif du circuit striatal ventral.

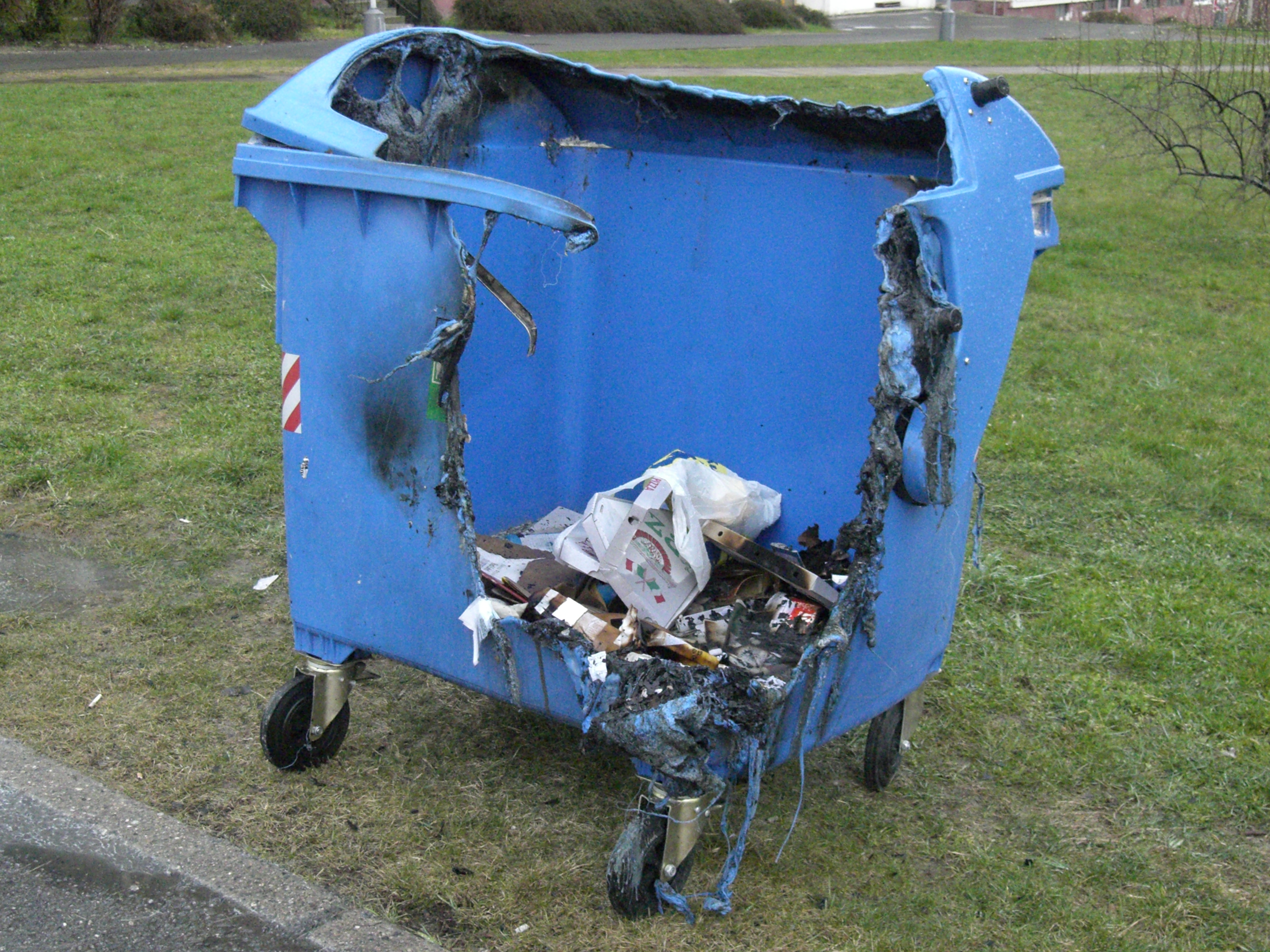
Conteneur à déchets après une attaque pyromane.
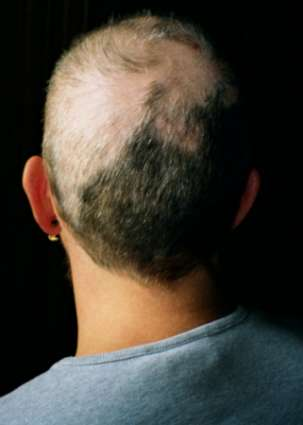
Trichotillomanie.
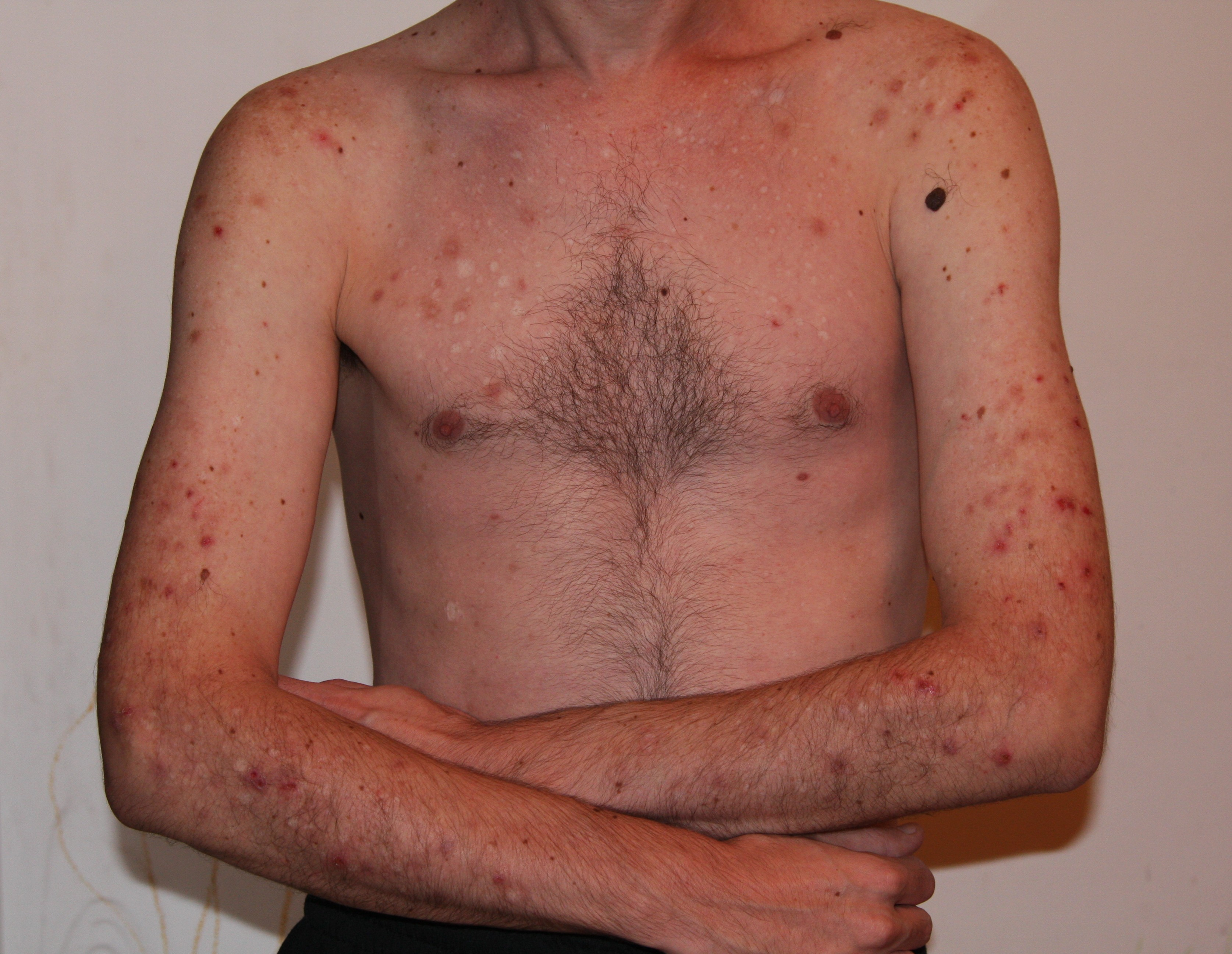
Acné excoriée et ses effets cutanés.